# Martín Vidaurre
Martín Vidaurre Kossmann (Santiago, 18 de febrero de 2000) es un deportista chileno que compite en ciclismo de montaña en la disciplina de campo a través y milita en el Specialized Factory Racing.
En los Juegos Panamericanos, ha conseguido la medalla de bronce en Lima 2019 y la de plata en Santiago 2023 en la disciplina de campo a través. Ha representado a Chile en los Juegos Olímpicos de Tokio 2020 y de París 2024.

## Familia y estudios
Es hijo de Cristóbal Vidaurre y Sylvia Kossmann; estudió en el Colegio Alemán de Santiago.

## Trayectoria
Sus padres, que se encontraban muy ligados al mundo del ciclismo, influyeron en su infancia y en la de su hermana Catalina; ambos ya se montaban en una bicicleta a la edad de dos años. Empezó a competir en el ciclismo a los cinco años de edad y ha sido campeón nacional en diversas categorías.
En 2016 se convirtió en el campeón panamericano en la serie de Cadetes.
En los Juegos Panamericanos de 2019, consiguió la medalla de bronce en la categoría de Cross country con 1 h 27 min 31 s. En septiembre de ese mismo año, consiguió el cuarto lugar en el Mundial sub-23 de Ciclismo Cross Country y un cupo para participar en los Juegos Olímpicos de Tokio 2020, donde obtuvo el 16.º lugar.
En junio de 2021 consiguió el segundo lugar en el Campeonato Mundial UCI MTB de Leogang en la categoría de Cross country sub-23. En julio siguiente, logró el segundo lugar de la Copa del Mundo UCI MTB U-23 en Les Gets. En agosto de ese mismo año, dio la sorpresa en Val di Sol y se mantuvo en el primer lugar casi toda la prueba, finalizando la carrera en 1 h 10 min 31 s; obtuvo el título mundial en la categoría Sub-23 y fue el primer chileno en conseguirlo. En septiembre siguiente, nuevamente obtuvo el primer lugar, esta vez en la Copa del Mundo de Lenzerheide (Suiza), también en la categoría sub-23. En los Juegos Panamericanos Junior de 2021, obtuvo la medalla de oro con un tiempo de 1 h 22 min 14 s.
En 2022, en el circuito mundial sub-23, consiguió una racha de cinco fechas seguidas siendo el ganador: En Petrópolis, Nove Mesto, Albdat, Leogang y Lanzerheide. Luego de ganar en Snowshoe, a finales de julio de 2022, obtuvo la cantidad de 805 puntos en la tabla general y aseguró el primer lugar. De esta forma, Vidaurre consiguió el bicampeonato mundial de ciclismo de montaña sub-23.
Su debut en la UCI Mountain Bike World Cup fue en mayo de 2023, en la primera fecha del campeonato, llevada a cabo en Nové Město, donde consiguió el 24.º lugar y se posicionó como el mejor latinoamericano de la fecha. En mayo de ese año, consiguió su primer top 20 luego de finalizar la carrera de Leogang con un tiempo de 1 h 20 min 15 s. En los Juegos Panamericanos de Santiago 2023, logró la medalla de plata en la categoría de Mountain Bike. Asimismo, participó en la competición de ciclismo de ruta, donde tuvo una destacada participación en una prueba que no es su especialidad, finalizando la carrera en el cuarto puesto luego de un reñido sprint final.
En su segunda temporada en la categoría Elite, consiguió su primer podio en la primera copa mundial de 2024, realizada en Mairiporã, donde terminó en el quinto puesto de la carrera y obtuvo el tercer lugar en el short track. Posteriormente, obtuvo el undécimo puesto en Val Di Sole.
Gracias a su puntaje y ranking, obtuvo un cupo para los Juegos Olímpicos de París 2024, su segunda cita olímpica. En la capital francesa terminó en el undécimo lugar de la prueba con un tiempo de 1 h y 29 min.